# خواكين مونيوث
خواكين مونيوث (بالإسبانية: Joaquín Muñoz)‏ (17 أغسطس 1992 بتشيلي - ) هو لاعب كرة قدم تشيلي في مركز حراسة المرمى. لعب مع أوداكس إيتاليانو وDeportes Pintana ‏.

## وصلات خارجية
- خواكين مونيوث على موقع قاعدة بيانات كرة القدم.إي يو (الإنجليزية)
- خواكين مونيوث على موقع Soccerway.com (الإنجليزية)
- خواكين مونيوث على موقع AS.com (الإسبانية)